# Christine de Bruin
Pour les articles homonymes, voir de Bruin.
Christine de Bruin est une bobeuse canadienne, née le 3 mars 1989 à Edmonton.

## Biographie
Christine de Bruin a fait ses débuts en bobsleigh à l'âge de 25 ans.
Elle remporte aux Championnats du monde de la FIBT 2019 la médaille d'argent en équipe mixte et la médaille de bronze en bob à deux avec Kristen Bujnowski. Elle obtient la médaille d'or en monobob lors de la coupe du monde 2021-2022 à Altenberg, en Allemagne.

## Palmarès

### Jeux olympiques
- Médaille de bronze en monobob aux Jeux olympiques d'hiver de 2022 à Pékin.

### Championnats monde
- : médaillé d'argent en équipe mixte aux championnats monde de 2019.
- : médaillé de bronze en bob à 2 aux championnats monde de 2019 et 2020.

### Coupe du monde
- 8 podiums  : 
  - en bob à 2 : 3 deuxièmes places et 5 troisièmes places.